# Pavle Strugar
Pavle Strugar   (Peć, 13 de febrer de 1933 - Belgrad, 12 de desembre de 2018) va ser un general montenegrí de l'Exèrcit Popular Iugoslau (JNA). Va ser declarat culpable de crims de guerra pel Tribunal Penal Internacional per a l'antiga Iugoslàvia (ICTY), pel seu paper en l'atac de Dubrovnik el desembre de 1991.
Quan s'inicià la guerra a Croàcia, Strugar fou nomenat comandant del grup operatiu format per la campanya militar de la zona de Dubrovnik. Després que es fessin públics els càrrecs contra ell, Strugar es va lliurar voluntàriament l'octubre de 2001. El 2005 va ser condemnat a vuit anys de presó per violació de les lleis i costums de guerra, no havent evitat els atacs contra civils, i la destrucció de patrimoni civil i religiós. Va ser alliberat el 20 de febrer de 2009 després d'haver complert dos terços de la condemna, i pel seu estat de salut.